# Кулачин (село)
Ку́лачин — колишнє село на Прикарпатті, з 1979 року входить до складу міста Снятин Івано-Франківської області. Лежить на потоці Кулачин — правій притоці Турецького потоку, який своєю чергою є лівою притокою Пруту. Назва села походить від назви потоку, що має антропонімне походження.

## Географія
Кулачин межує:
- на сході — з селом Оршівці Кіцманського району Чернівецької області,
- на півдні — з селом Запруття,
- на півночі — з селом Іванківці Кіцманського району.

Територію населеного пункту омивають:
- із півдня — річка Прут,
- із заходу — річка Потічок,
- із півночі — Турецький потік.

Село простягалося приблизно на 3 км обабіч автомагістралі Львів — Чернівці, мало бічні та паралельні вулиці.

## Історія
Перша письмова згадка про Кулачин датується 1458 роком. Історично село розташовувалося на пограниччі між Галичиною та Буковиною, виконуючи функцію воріт між цими історико-етнографічними землями. Відомо, що річка Кулачин здавна була природним кордоном між Польщею та Молдавією.
Мешканці села брали участь у повстанських рухах: підтримували селянське повстання Мухи (1490), а також молдавських опришків, зокрема Бордюка (60–70-ті роки XVII століття). У 1690—1692 роках на польсько-молдавському пограниччі діяли карпатські опришки, які нападали на купецькі валки, що прямували шляхом Ясси – Снятин – Львів.
Бувши поряд з селом Оршівці, підконтрольним Румунії, фактично становили єдиний населений пункт, що робило його зручним місцем для розміщення кордону. 1 березня 1919 року до диспозиції повітової команди в Снятині призначили М. Бурнадза, який очолив третю сотню прикордонної сторожі. У Кулачині діяла прикордонна чета під командуванням хорунжого Майданського. Через село проходила основна легальна комунікація з Румунією (дорога Чернівці – Коломия).
З 1919 по 1939 роки село перебувало в складі Станіславського воєводства Другої Речі Посполитої.
Адміністративно на 1 квітня 1935 року село входило до складу гміни Микулинці (разом з Будиловом, Видиновом, Карловом (Прутівкою), Микулинцями та Устям).

## Населення
Згідно з переписами:
- 30 вересня 1921 року — 487 мешканців, 105 будинків,
- 9 грудня 1931 року — 514 мешканців, 120 будинків,
- 1 січня 1939 року — 530 мешканців.

## Радянська влада
У 1939 році Кулачин, як і всю Західну Україну, приєднали до СРСР. Першим головою сільради став Микола Бордун, секретарем — Василь Чернівчан. Головою Запрутянської сільради обрали Дмитра Куравського, секретарем — Ярославу Москалик.
У 1940 році почалися масові репресії. Серед арештованих на Балках — директор школи Микола Петрівський, Адам Опарук, брати Ткачуки, Михайло Садовий, Василь Радевич, Костянтин Керницький, Іван Баб'юк, Микола Гуцуляк, Микола Фрондзей та інші. У Кулачині органи НКВС заарештували Дмитра Березінського, Босовича, Іллю Касьяна, Дмитра Кушицького, Йосафата Онищука, Петра Чорного, яких згодом розстріляли.
Перед початком німецько-радянської війни у селі діяв контрольно-пропускний пункт, що входив до складу Окремої Коломийської прикордонної комендатури. Начальником КПП був ст. лейтенант О. О. Жучихін. На початку війни захисники пункту відбили три атаки, однак залишилися живими лише семеро, зокрема ст. лейтенант П. П. Іщенко та Д. В. Кудінов.
30 червня 1941 року німецькі війська захопили Снятин, пройшовши через Кулачин.
У 1944 році була поновлена радянська влада. У 1979 році село приєднали до Снятина.

## Адміністративний устрій
До об'єднання з містом Снятином Кулачин складався з двох частин:
- Старий Кулачин,
- Новий Кулачин (передмістя Балки, що виникло 1571 року, та частина села Запруття на лівому березі Прута).

## Сучасність
Ннині Кулачин — мікрорайон міста Снятин, який станом на 2025 рік складається з 10 вулиць:
- Берестова (імовірно, від назви колишнього села Берестів, згадуваного у 1548 р.),
- Букова,
- Горіхова,
- Завалівська,
- Заводська,
- Кулачинська,
- Листопадова,
- Лесі Українки,
- Шевченка,
- Широка.

## Пам'ятки
На території Кулачина збереглася дерев'яна церква святого Іоанна Богослова (1830) — пам'ятка архітектури. Церква хрестоподібна в плані, однобанна, має грушоподібний купол. При церкві діяли братства: свічкове та тверезості, а також читальня «Скала», заснована 1937 року.
До історичних пам'яток належать:
- Хрест тверезості (1874),
- Пам'ятник односельцям, полеглим у Другій світовій війні та в боротьбі проти радянської влади (1971).